# Campeonato Panamericano de Esgrima de 2016
El XI Campeonato Panamericano de Esgrima 2016 fue disputado en el Centro de Convenciones Vasco Nuñez de Balboa en la ciudad de Panamá del 21 al 26 de junio de 2016. El evento fue organizado por la Confederación Panamericana de Esgrima y la Asociación Nacional de Esgrima de Panamá.

## Resultados

### Masculino
| Evento             | Oro                                                                             | Plata                                                                              | Bronce                                                                       |
| ------------------ | ------------------------------------------------------------------------------- | ---------------------------------------------------------------------------------- | ---------------------------------------------------------------------------- |
| Florete individual | Alexander Massialas                                                             | Daniel Gómez                                                                       | Race Imboden Miles Chamley-Watson                                            |
| Florete equipos    | Estados Unidos Race Imboden Alexander Massialas Gerek Meinhardt David Willette  | Brasil · Henrique Marques · Ghislain Perrier · Fernando Scavasin · Guilherme Toldo | Canadá · Marc-Antoine Brodeur · Mikhail Sweet · Maximilien Van Haaster       |
| Espada individual  | Yunior Reytor                                                                   | Jason Pryor                                                                        | Reynier Henríquez Maxime Brinck-Croteau                                      |
| Espada equipos     | Venezuela · Kelvin Cañas · Silvio Fernández · Francisco Limardo · Rubén Limardo | Cuba · Reynier Henríquez · Luis Patterson · Ringo Quintero · Yunior Reytor         | Colombia · Andrés Campos · Gustavo Coqueco · Michael Lozano · John Rodríguez |
| Sable              | Renzo Agresta                                                                   | Andrew Mackiewicz                                                                  | Eli Dershwitz José Quintero                                                  |
| Team Sable         | Estados Unidos Eli Dershwitz Daryl Homer Andrew Mackiewicz Jeff Spear           | Argentina Ricardo Bustamante Pascual Di Tella Martín Lora Stefano Lucchetti        | México · Adrian Acuña · Julián Ayala · Héctor Florencia · Javier Hernández   |

### Femenino
| Evento             | Oro                                                                                                 | Plata                                                                           | Bronce                                                                          |
| ------------------ | --------------------------------------------------------------------------------------------------- | ------------------------------------------------------------------------------- | ------------------------------------------------------------------------------- |
| Florete individual | Lee Kiefer                                                                                          | Nicole Ross                                                                     | Alanna Goldie Canadá Kelleigh Ryan                                              |
| Florete equipos    | Estados Unidos Lee Kiefer Sabrina Massialas Nzingha Prescod Nicole Ross                             | Canadá · Shannon Comerford · Alanna Goldie · Eleanor Harvey · Kelleigh Ryan     | México · Alely Hernández · Victoria Meza · Nataly Michel · Melissa Rebolledo    |
| Espada             | Kelley Hurley                                                                                       | María Martínez                                                                  | Courtney Hurley Katharine Holmes                                                |
| Espada equipos     | Canadá · Malinka Hoppe Montanaro · Vanessa Lacas-Warrick · Leonora Mackinnon · Brittany Mark-Larkin | Estados Unidos Katharine Holmes Courtney Hurley Kelley Hurley Katarzyna Trzopek | Brasil · Rayssa Costa · Katherine Miller · Nathalie Moellhausen · Amanda Simeão |
| Sable              | Ibtihaj Muhammad                                                                                    | Mariel Zagunis                                                                  | Paola Pliego María Pérez                                                        |
| Sable equipos      | Estados Unidos Monica Aksamit Ibtihaj Muhammad Dagmara Wozniak Mariel Zagunis                       | México · Tania Arrayales · Úrsula González · Paola Pliego · Julieta Toledo      | Canadá · Pamela Brind'Amour · Rachel Lamarre · Gabriella Page · Marissa Ponich  |

## Medallero
El medallero del Campeonato Panamericano abarca las 3 armas de esgrimaː
| #     | País           | Medalla de oro, América | Medalla de plata, América | Medalla de bronce, América | Total |
| ----- | -------------- | ----------------------- | ------------------------- | -------------------------- | ----- |
| 1     | Estados Unidos | 8                       | 5                         | 5                          | 18    |
| 2     | Canadá         | 1                       | 1                         | 5                          | 7     |
| 3     | Brasil         | 1                       | 1                         | 1                          | 3     |
| 3     | Cuba           | 1                       | 1                         | 1                          | 3     |
| 3     | Venezuela      | 1                       | 1                         | 1                          | 3     |
| 6     | México         | 0                       | 2                         | 3                          | 5     |
| 7     | Argentina      | 0                       | 1                         | 1                          | 2     |
| 8     | Colombia       | 0                       | 0                         | 1                          | 1     |
| Total | Total          | 12                      | 12                        | 18                         | 42    |